# Hermann Hahn (Architekt)
Hermann Hahn (* 21. März 1841 in Eisenach; † 9. Februar 1929 ebenda; vollständiger Name Christian Friedrich Hermann Hahn) war ein deutscher Architekt. Hahn lebte und arbeitete in Eisenach, wo er insbesondere durch etliche nach seinen Entwürfen errichtete Villen im Südviertel Bedeutung erlangte.

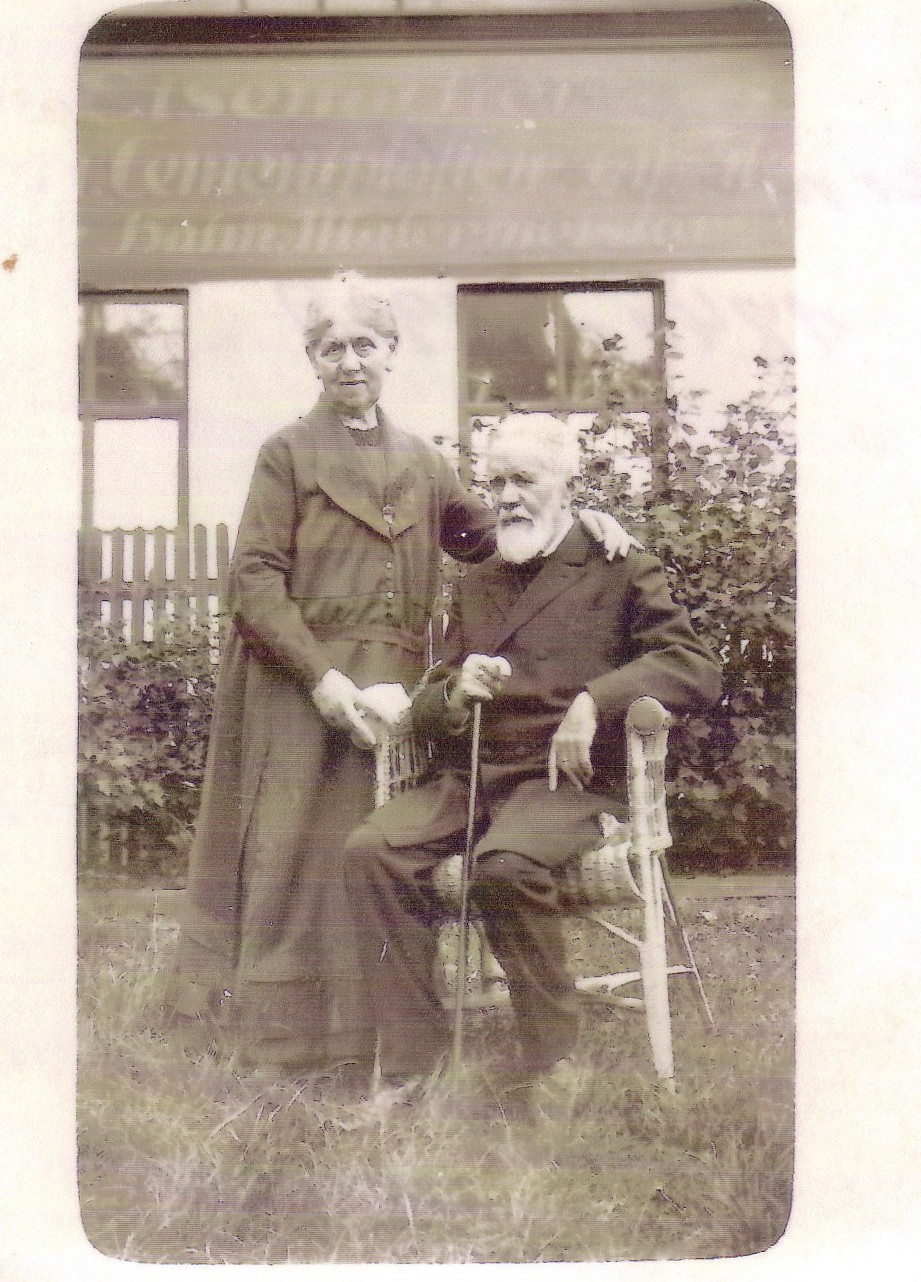
Hermann Hahn in den 1920er Jahren mit seiner zweiten Frau Caroline in Eisenach

## Leben und Wirken
Hahn absolvierte in Eisenach die Bürger- und Sekundarschule und begann danach eine Lehre des Maurer-, Tüncher- und Steinhauerhandwerkes. Mit dem Wintersemester 1860/1861 begann er ein Studium an einer Bauschule. 1866 heiratete er in Eisenach Gustchen Ebhardt. Im selben Jahr wurde sein erstes von elf Kindern geboren, sein Sohn Franz, der später seine Arbeit fortführen sollte.
Er war seit 1866 in Eisenach tätig und begann mit Projekten in Zusammenarbeit mit Eduard Sältzer und dem Eisenacher Bauunternehmer Wilhelm Georg Creutzburg. Im Jahr 1870 erfolgte in Eisenach die Geschäftsgründung als Architekturbüro Hahn. In den 1870er und 1880er Jahren war er maßgeblich an Projekten zur Erschließung der Eisenacher Südstadt beteiligt und legte mehrere Bebauungspläne vor. Sein erstes selbstständiges Werk war 1870 die kleine Villa Lüdecke im Eisenacher Mariental, die später zum Gasthaus Sophienaue erweitert wurde. 1870 bis 1872 fertigte er ein Nivellement der Stadt Eisenach an.
1900 verstarb seine Ehefrau und 1902 heiratete er seine Schwägerin. Er starb am 9. Februar 1929 in seiner Heimatstadt.

## Werke (Auswahl)
Zu den bekanntesten unter seiner Mitwirkung entstandenen Bauwerken im Eisenacher Stadtbild zählt die schlossartige Villa Pflugensberg, die Hahn als Bauleiter nach Entwürfen der renommierten Frankfurter Architekten Ludwig Neher und Aage von Kauffmann für die Eisenacher Industriellenfamilie von Eichel-Streiber erbaute. Auch entwarf er die Eisenacher Neue Synagoge und den Turm der Georgenkirche.

### In Eisenach (Auswahl)
- 1868: Villa Hainstein, Reuterweg 3 (1. Wohnhaus, Mitarbeit)
- 1868: Städtische Bataillonskaserne
- 1870: Haus Lüdecke, Mariental 40 (heutige „Sophienaue“)
- 1872: Villa Propping, Mariental 44
- 1872: Villa Sckerl, Johann-Sebastian-Bach-Straße 9
- 1874: Arbeiterhäuser Kasseler Straße 24–42
- 1875: Villa Denzin, Kurstraße 3
- 1876: Domstraße 2
- 1877: Villa Fleischhauer, Fischweide 1
- 1878: Kaufhaus Dittmar, Karlstraße 34
- 1878: Geschäftshaus Harseim, Johannisstraße 6–12
- 1878: Fabrikgebäude Gebrüder Demmer, Wörthstraße 37–39
- 1881: Volkskindergarten, Philosophenweg 7
- 1881: Hotel Kronprinz, Bahnhofstraße 6
- 1882: Katharinenschule, Katharinenstraße 149 (Bauleitung)
- 1884: Charlottenschule, Pfarrberg 1
- 1884: Haus des Vorschuss-Vereins, Johannisplatz 20
- 1885: Neue Synagoge, Wörthstraße 26
- 1885: Städtische Turnhalle, Goethestraße 1
- 1889–1892: Villa Pflugensberg, Dr.-Moritz-Mitzenheim-Straße 2 (Bauleitung)
- 1891: Innungsschlachthof, Langensalzaer Straße
- 1892: Villa Kleckl, Luisenstraße 3 (mit Franz Hahn)
- 1895: Naturheilanstalt Johannisbad, Philipp-Kühner-Straße 2 (mit Franz Hahn)
- 1897: Hotel Kaiserhof, erster Bauabschnitt (Bauleitung nach Plänen von Otto March)
- 1897: Villa Musculus, Schlossberg 10
- 1900: Wohnhaus Wartburgallee 82
- 1901: Wilhelm-Ernst-Schule, Altstadtstraße 20
- 1902: Kirchturm und Portal der Georgenkirche (Bauleitung)

### In anderen Orten
- Erweiterung des Hotels Tannhäuser in Thal
- Backhaus Schieck in Farnroda
- Wohnhaus Amtsrichter Hoffmann in Thal
- Um- und Ausbau Schloss Wildprechtroda
- Um- und Ausbau des Schlosses in Frauensee
- Schlossneubau auf Gut Hohenhaus (nur Bauleitung)
- Schulen in Stregda, Mihla, Stedtfeld, Ifta, Dankmarshausen, Kittelsthal
- Fabrikgebäude in Ruhla